# Pebbles (collana di compilation)
Pebbles è una collana di compilation in formato LP e CD, pubblicate da diverse case discografiche, principalmente dalla AIP Records dal 1978 al 2007. Assieme alla collana Highs in the Mid-Sixties series, ha reso disponibili oltre 800 canzoni di genere garage rock e rock psichedelico registrate a metà degli anni '60 non particolarmente note. La serie ha reso possibile la diffusione di brani e artisti garage-rock degli anni sessanta tra la fine degli anni '70 e l'inizio degli anni '80. 
Nella sua recensione della collana Pebbles per AllMusic, Richie Unterberger dichiara: "Sebbene la compilation dei Nuggets del 1972 abbia risvegliato gli ascoltatori dei suoni del garage rock di metà anni '60, si è concentrata solo sulla punta dell'iceberg. In agguato ci sono centinaia, se non migliaia, di successi regionali e di flop della stessa epoca, ancora più grezzi e crudi... Più di ogni altro fattore, queste compilation [della serie Pebbles] erano responsabili della rinascita dell'interesse per il garage rock, che rimane alto tra i collezionisti ancora oggi."
Includendo le collane Highs in the Mid-Sixties series, Best of Pebbles series, Essential Pebbles series, Planetary Pebbles series e due cofanetti, sono stati pubblicate oltre 60 compilation usando il nome Pebbles. Seguendo il successo della serie Pebbles, sono state avviate dozzine di altre serie di compilazioni garage rock, con numerosi album pubblicati ogni anno nel corso dei decenni.

## Stile della collana e musica proposta
La collana Pebbles descrive le registrazioni dei loro album come "Original punk rock degli anni '60 psichedelici!" e contengono principalmente brani di numerose band americane nate a seguito della British Invasion. Riferendosi alla giovane età e alla mancanza di raffinatezza dei musicisti, il termine "punk rock" fu coniato (o per lo meno divulgato) da Lenny Kaye, che fu il curatore della compilation Nuggets: Original Artyfacts from the First Psychedelic Era, 1965-1968. Alcune di queste registrazioni, perlopiù pubblicate su 7", sono state attribuite a singoli musicisti, ma la maggior parte furono realizzate da giovani combo e gruppi che erano perlopiù composti da adolescenti; il termine "garage rock" deriva dal consueto spazio di prova del combo archetipo: il garage suburbano per la famiglia americana. In molti casi, le band realizzavano una cover di un brano popolare come lato A, e mettevano un brano originale nel lato B. Tuttavia, le cover selvagge di alcune band garage sono famose come le canzoni originali e numerose di essere sono state racchiuse nei vari Pebbles. Il termine "Punk rock" è ora applicato perlopiù in riferimento al successivo movimento di fine anni '70, ma molte di queste band citano proprio la musica sugli album Nuggets e Pebbles come molto influenti. Questo genere musicale è spesso chiamato garage rock e rock psichedelico, dal momento che molte canzoni sono state pensate per essere godute sotto l'influenza di droghe psicoattive come la marijuana e l'LSD, o per riprodurre sonoramente le sensazioni generate durante queste esperienze.

## Storia

### 1978: Il primo Pebbles e la Mastercharge Records
L'edizione originale del primo album dei Pebbles uscì nel 1978 su Mastercharge Records, e circolò principalmente in un piccolo gruppo di collezionisti in Australia. L'album fu stampato in sole 500 copie, e, come per molti bootleg di allora, la copertina era costituita da un foglio rosa ciclostilato ed incollato sul cartone e la "Mastercharge Records" non era una vera e propria casa discografica, ma solo un nome di riferimento sconosciuto ai più.

### 1979-1980: 10 volumi su BFD Records
I primi 10 LP della serie Pebbles, inclusa una ristampa del volume originario, sono stati stampati dalla BFD Records di "Kookaburra" in Australia. Questi album furono pubblicati tra il 1979 ed il 1980, e sono considerati da alcuni i migliori volumi della serie.
La legittima proprietà della BFD Records (e della società apparentemente associata ad essa, la BFD Productions) fu a lungo messa in discussione, anche perché la città di "Kookaburra" non esiste ed è in realtà il nome di un uccello australiano. Ad esempio, nel retro della copertina di Pebbles, Volume 3 della BFD riporta: "Concesso in licenza con accordo speciale con Mastercharge Records, Dacron Ohio, USA" (Mastercharge è l'etichetta con cui è stato originariamente emesso il primo volume Pebbles), seguito da "® & © 1979 di BFD Records, Kookaburra, Australia 2157. La duplicazione non autorizzata è una violazione della legge. Tutti i diritti riservati". La annotazione di licenza è chiaramente fittizia (probabilmente un gioco situazionista ispirato alla posizione della National Lampoon's High School): il dacron è una fibra artificiale. Inoltre, la Bomp! Records nel suo sito web riporta, a proposito della sua sottoetichetta AIP, che "Dal 1978 [...] sta assemblando compilation di punk, psych, beat, garage e relative oscurità". In realtà il primo album della collana che riportò l'etichetta AIP fu Pebbles, Volume 11, uscito nel 1983. Così, Bomp! sembra prendersi tacitamente, le responsabilità per l'intera serie.
In ogni caso l'etichetta BFD è stata riportata in tutte le versioni successive della collana Pebbles. Anche se gli album della serie Pebbles sono stati prodotti in un numero di copie così esiguo che indagare per i diritti d'autore potrebbe essere stato quasi impossibile, né Bomp! né nessun altro è stato mai denunciato per violazione del copyright su queste versioni. Infine, queste stesse accuse sono state mosse anche ad altre case discografiche, come ad esempio alla Collectables Records.

### 1983: La AIP Records
A partire dal 1983, la Bomp! Records ha creato la sotto-etichetta discografica "AIP" allo scopo di pubblicare ulteriori volumi della serie Pebbles. Oltre ai 10 volumi dell'etichetta BFD che sono stati ristampati più volte nel corso degli anni, furono pubblicati con questa etichetta altri 18 LP e 12 CD della collana Pebbles. Molti LP e CD hanno fondamentalmente gli stessi numeri di catalogo, e ci sono un certo numero di brani coincidente tra i primi 6 volumi su LP e CD - con la versione CD del Volume 6 spostata sulla serie inglese Freakbeat. Tuttavia, la sovrapposizione è lungi dall'essere la norma; Pebbles, Volume 5 è l'unico CD che contiene tutte le canzoni del corrispondente LP, e solo circa la metà delle tracce di surf rock di Pebbles, Volume 4 su LP sono state ristampate nella versione CD.
Nel 2008 la Bomp! Records, in occasione del trentesimo anniversario del primo album, ha pubblicato una ristampa del primo volume della serie in vinile trasparente in edizione limitata, completa con l'originale inserto di copertina rosa.